# 庙岭
庙岭是中国广东省广州市从化区的一个自然村。在太平镇东南面约9千米，属高田村管辖。清朝建村，因村旁是庙而得名。1998年时，全村人口365人。